# Alex de Renzy's Wild Things
Wild Things (även kallad Alex de Renzy's Wild Things) är en pornografisk film från 1985. Medverkar gör bland andra John Leslie och Traci Lords. Filmen är regisserad av Alex de Renzy och består av flera självständiga scener, som kommenteras av Jill Ferrar.

## Rollista
- Ashley Welles – fånge på rymmen
- Mauvais De Noir – fånge på rymmen
- Patti Petite – kvinnan
- Billy Dee – undercover polis
- Herschel Savage – surrogatpappa
- Kimberly Carson – otrogen hustru
- Traci Lords – skolflicka
- Jamie Gillis – Mr. Luigi
- Tess Ferre
- Buck Adams
- Ali Moore – Patty
- Christy Canyon – Christy
- John Leslie – inkräktare
- Robin Cannes – hemmafru
- Tom Byron
- Jon Martin
- Elle Rio